# Theobald (ville)
Theobald est une petite ville située près de la frontière de la Santa Fe et Buenos Aires, entre les villes de Villa Constitución et San Nicolás de los Arroyos.

## Fondation
La ville a été fondée en 1886 et porte le nom de Wilson Theobald, membre du conseil d'administration de la London Railway. Le canton a été créé le 16 juillet, 1945.